# یورگن فاسبندر
 یورگن فاسبندر (آلمانی: Faßbender؛ زاده ۲۸ مهٔ ۱۹۴۸) یک تنیس‌باز اهل آلمان غربی است.